# 斯波爾丁 (密歇根州)
斯波爾丁（英語：Spalding）是位於美國密歇根州梅諾米尼縣斯波爾丁鎮區的一個非建制地區，位處鮑爾斯東北1.0英里（1.6）。

## 歷史
斯波爾丁的郵局於1879年6月20日成立。此地得名自芝加哥商人傑西·斯波爾丁（Jesse Spalding）。

## 地理
斯波爾丁所處的海拔為高於海平面259米（即850英呎），而該地所採用的時區為UTC-6，即北美中部時區（CST）。同時該地設有夏令時間，為UTC-6調快一小時，即UTC-5（CDT）。